# Lastreopsis velutina
Lastreopsis velutina är en träjonväxtart som först beskrevs av Achille Richard, och fick sitt nu gällande namn av Tindale. Lastreopsis velutina ingår i släktet Lastreopsis och familjen Dryopteridaceae. Inga underarter finns listade.